# Bota de Oro 1968-69

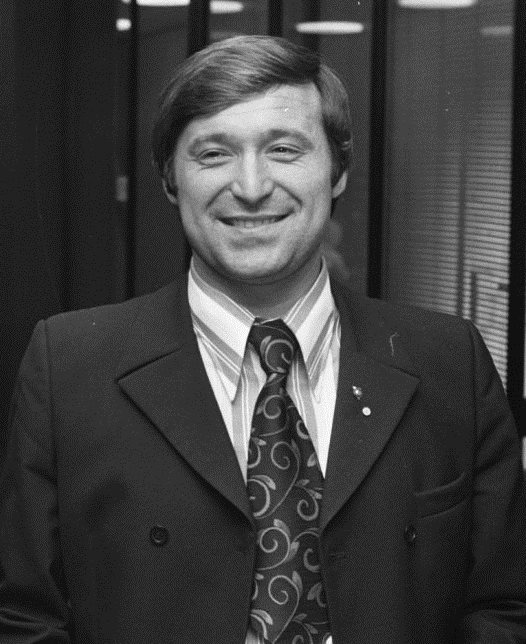
Petar Zhekov, ganador de la segunda edición

La Bota de Oro 1968-69 fue un premio entregado por la European Sports Magazines al futbolista que logró la mayor cantidad de goles en la temporada europea.
El ganador de este premio fue el jugador búlgaro Petar Zhekov por haber conseguido 36 goles en la Liga Profesional de Bulgaria. Zhekov ganó la bota de oro cuando jugaba para el equipo PFC CSKA Sofia.

## Resultados
| Posición | Futbolista        | Club                   | Campeonato                   | Goles |
| -------- | ----------------- | ---------------------- | ---------------------------- | ----- |
| 1        | Petar Zhekov      | PFC CSKA Sofia         | Liga Profesional de Bulgaria | 36    |
| 2        | Giorgos Sideris   | Olympiacos Fútbol Club | Super Liga de Grecia         | 35    |
| 3        | Antal Dunai       | Újpest FC              | Nemzeti Bajnokság I          | 31    |
| 3        | Helmut Köglberger | FK Austria Viena       | Bundesliga de Austria        | 31    |